# Brandstad
Brandstad is een plaats in de gemeente Sjöbo in het Zweedse landschap Skåne en de provincie Skåne län. De plaats heeft 53 inwoners (2005) en een oppervlakte van 12 hectare.

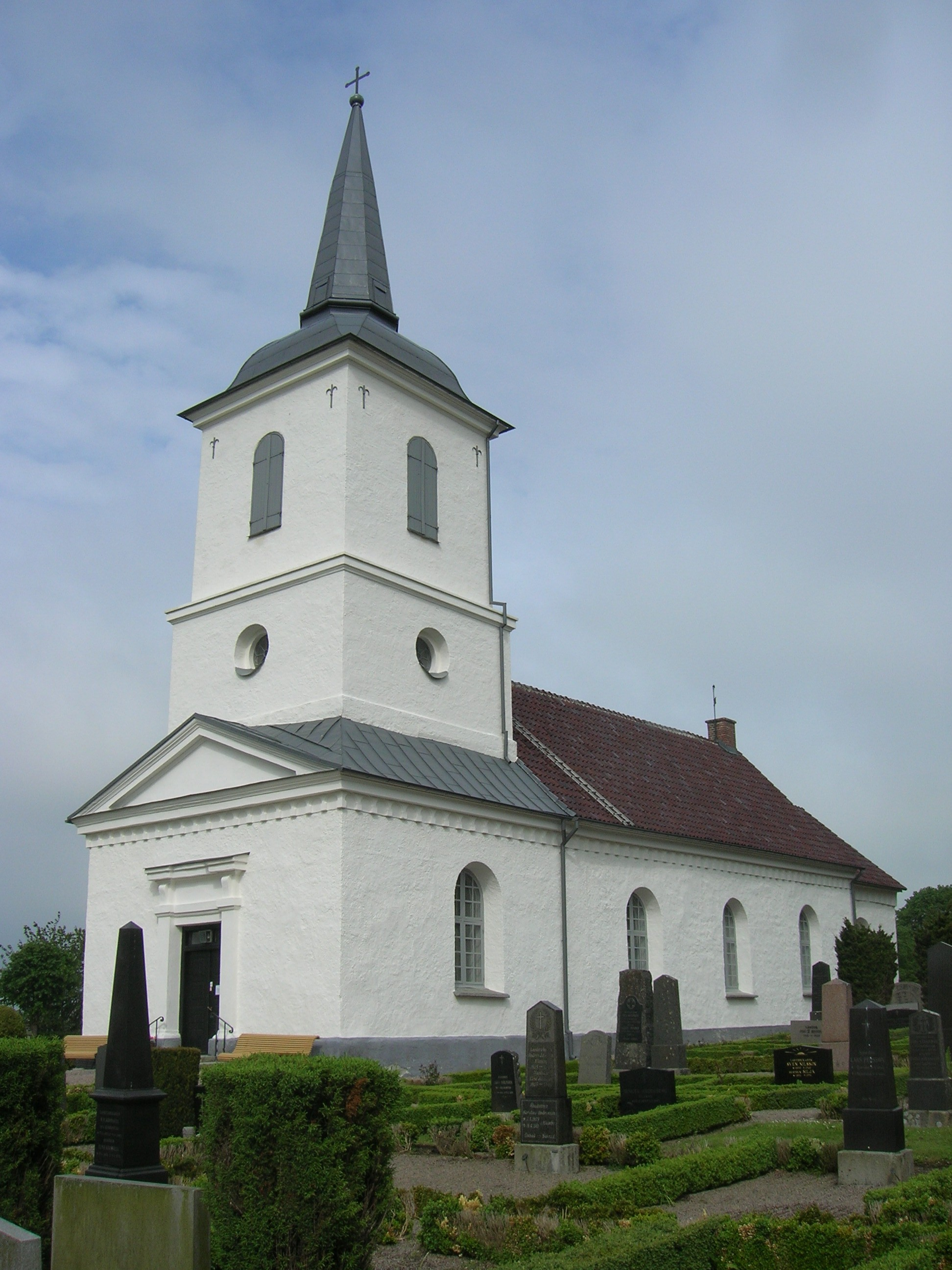
De kerk van Brandstad